# املیا رودریجس
املیا رودریجس (به پرتغالی: Amélia Rodrigues) یک سکونتگاه مسکونی در برزیل است که در باهیا واقع شده‌است.